# Ибн Асам аль-Куфи
Абу́ Муха́ммад А́хмад ибн Аса́м аль-Ку́фи (араб. أبو محمد أحمد بن أعثم الكوفي‎; умер в 926 году) — арабский историк, автор трёхтомного (в восьми частях) сочинения Китаб аль-футух («Книга завоеваний»). В Китаб аль-футух есть весьма важные сведения по истории раннего средневековья, отсутствующие в трудах аль-Балазури, аль-Якуби, ат-Табари и других историков.

## Китаб аль-футух
Сочинения Китаб аль-футух охватывает историю халифата от вступления на престол Праведного халифа Абу Бакра а-Сиддика (632 г.) до смерти халифа аббасидского халифа Ахмада аль-Мустаина (866 г.). Единственная сохранившаяся рукопись первого тома хранится в библиотеке города Гота (ФРГ). Она включает в себя описание событий до времени Праведного халифата Усмана ибн Аффана (634—644). Единственные сохранившиеся рукописи второго и третьего томов хранятся в Библиотеке Ахмеда III (Топкапу, Стамбул). Они излагают события от конца правления халифа Усмана ибн Аффана до смерти халифа аль-Мустаина (866).
В 1199 году Мухаммад ибн Ахмад аль-Харави начал переводить Китаб аль-футух на персидский язык. Он умер, не закончив перевода, который был завершён Мухаммадом ибн Ахмадом аль-Мабаранабади. Списки переводов сочинения на персидский язык находятся в различных библиотеках Европы и Востока. Неоконченный персидский перевод Китаб аль-футух был дважды издан в Бомбее в 1882 и 1887 годах.
Некоторые европейские исследователи, использовавшие персидские переводы, пришли к неверному выводу о том, что «Ибн Асам аль-Куфи является автором, написавшим романтическое произведение о времени первых мусульманских завоеваний».
Большое место в Китаб аль-футух занимают сведения о Дербенте; интересны его данные о Байлакане, Газахе, Барде, Йунане, Барзанде и других городах Кавказа. Автор излагает две версии о пленении, последних днях и казни Бабека аль-Хуррами.